# 2004 a filmművészetben

## Események
| Hónap    | Nap                 | Esemény |
| Január   | 25.                 | Golden Globe-díjak fődíjának bejelentése. A győztesek: A Gyűrűk Ura: A király visszatér és az Elveszett jelentés. |
| Január   | 27.                 | Oscar-díj nominálások bejelentése, a legtöbb jelölést kapta: - 11: A Gyűrűk Ura: A király visszatér - 10: Kapitány és katona: A világ túlsó oldalán - 7: Hideghegy - 7: Vágta - 6: Titokzatos folyó Keisha Castle-Hughes 13 évesen az Oscar-díj történetének legfiatalabb jelöltje lesz a legjobb színésznő kategóriában. |
| Február  | 15.                 | British Academy of Film and Television Arts (BAFTA-díj): Fődíj bejelentés Scarlett Johansson, legjobb színésznő és Bill Murray, legjobb színész |
| Február  | 21.                 | A 29. César-gála nagy nyertese a kanadai Denys Arcand Barbárok a kapuk előtt című filmje, mely elnyerte a legjobb film, a legjobb rendező és a legjobb forgatókönyv díjakat. 2003 nagy felfedezettje, Julie Depardieu, aki A kis Lili című filmben nyújtott alakításáért két elismerésben is részesült. |
| Február  | 22.                 | Screen Actors Guild Díj: Charlize Theron, Legjobb színésznő, Johnny Depp, Legjobb színész, Tim Robbins, legjobb mellékszereplő színész, Renée Zellweger, legjobb mellékszereplő színésznő. |
| Február  | 23.                 | A Gyűrűk Ura: A király visszatér a második film a filmtörténetben, amely átlépte az egymilliárd dolláros bevételi határt. |
| Február  | 28.                 | A Gengszterrománc című film nyer az Arany Málna díjkiosztón, 6 díjat visz el, beleértve a Legrosszabb film, Legrosszabb színésznő (Jennifer Lopez), legrosszabb színész Ben Affleck), Legrosszabb rendező (Martin Brest), legrosszabb forgatókönyv (Brest) és a legrosszabb páros (Lopez és Affleck) díját. Az díjkiosztó jelöltjeként megjelent Demi Moore, a Charlie angyalai – Teljes gázzal és Sylvester Stallone, a Kémkölykök 3D: Game Over mellékszereplője. |
| Február  | 29.                 | Oscar-díj kiosztó: A Gyűrűk Ura: A király visszatér megnyeri a legjobb filmnek és a legjobb rendezőnek díjat, valamint még 9 másikat. A 11 jelölésből 11-et díjra váltott. További díjak: - Legjobb színész: Sean Penn, Titokzatos folyó - Legjobb színésznő: Charlize Theron, A rém - Legjobb mellékszereplő színész: Tim Robbins, Titokzatos folyó - legjobb mellékszereplő színésznő: Renée Zellweger, Hideghegy.                                                |
| Április  | 1.                  | Hatályba lép Magyarországon a filmtörvény, melyet 2003 végén ellenszavazat nélkül fogadott el az Országgyűlés. Kialakul a Nemzeti Filmiroda szervezete. |
| Május    | 22.                 | A Fahrenheit 9/11 című dokumentumfilm, melyet Michael Moore rendezett, sok díjat nyer, többek között az Aranypálmát a cannes-i fesztiválon. |
| június   | június 6-ától 12-ig | Első alkalommal rendezték meg a Bécsi Rövidfilmfesztivált (Vienna Independent Shorts). |
| Június   | 27.                 | A Fahrenheit 9/11 a legmagasabb nyitóhétvége bevételének örvend az Egyesült Államokban a dokumentumfilmek között, 23,9 millió dollárral. |
| December | 13.                 | A Hollywood Foreign Press Association bejelenti a nominálásait a 2005-ös Golden Globe díjkiosztóra. A Kerülőutak 7 jelölést kap, Jamie Foxx színész 3 jelölést kap film és televíziós munkáinak kategóriáiban. |
| December | 21.                 | Az Academy of Motion Picture Arts and Sciences bejelenti 7 film nevezését az Oscar-díj Vizuális effektek kategóriájára: - Aviátor - Holnapután - Harry Potter és az azkabani fogoly - Én, a robot - Lemony Snicket: A balszerencse áradása - Sky kapitány és a holnap világa - Pókember 2 |

## Sikerfilmek
| #  | cím                                | stúdió     | összbevétel  | észak-amerikai bevétel | magyarországi bevétel | gyártási költség |
| -- | ---------------------------------- | ---------- | ------------ | ---------------------- | --------------------- | ---------------- |
| 1  | Shrek 2.                           | DreamWorks | $919 838 758 | $441 226 247           | Ft616 630 143         | $150 000         |
| 2  | Harry Potter és az azkabani fogoly | Warner     | $795 541 069 | $249 541 069           | Ft433 681 517         | $130 000         |
| 3  | Pókember 2.                        | Sony       | $783 766 341 | $373 585 825           | Ft182 104 390         | $200 000         |
| 4  | A Hihetetlen család                | Disney     | $631 442 092 | $261 441 092           | Ft128 647 288         | $92 000          |
| 5  | A passió                           | Newmarket  | $611 899 420 | $370 782 930           | Ft395 945 305         | $30 000          |
| 6  | Holnapután                         | Fox        | $542 771 772 | $186 740 799           | Ft394 604 545         | $125 000         |
| 7  | Vejedre ütök                       | DreamWorks | $516 642 939 | $279 261 160           | Ft299 921 237         | $80 000          |
| 8  | Trója                              | Warner     | $497 409 852 | $133 378 256           | Ft425 316 204         | $175 000         |
| 9  | Cápamese                           | DreamWorks | $367 275 019 | $160 861 908           | Ft160 065 838         | $75 000          |
| 10 | Ocean's Twelve – Eggyel nő a tét   | Warner     | $362 744 280 | $125 544 280           | nincs adat            | $110 000         |

## Filmbemutatók

### Magyar filmek
| Cím                                         | Rendező            |
| ------------------------------------------- | ------------------ |
| Argo                                        | Árpa Attila        |
| Állítsátok meg Terézanyut!                  | Bergendy Péter     |
| Csoda Krakkóban                             | Groó Diana         |
| Dealer                                      | Fliegauf Benedek   |
| Getno                                       | Salamon András     |
| József és testvérei                         | Jeles András       |
| Magyar vándor                               | Herendi Gábor      |
| Másnap                                      | Janisch Attila     |
| A miskolci boniésklájd                      | Deák Krisztina     |
| Mix                                         | Steven Lovy        |
| A Mohácsi vész                              | Jancsó Miklós      |
| Montecarlo                                  | Fischer Gábor      |
| Mélyen őrzött titkok                        | Böszörményi Zsuzsa |
| Nomen est Omen, avagy Reszkess Szabó János! | Szalay Kristóf     |
| Rap, revü, Rómeó                            | Oláh J. Gábor      |
| Rom-Mánia                                   | Nándori József     |
| Rózsadomb                                   | Cantu Mari         |
| Szezon                                      | Török Ferenc       |
| Tamara                                      | Hajdu Szabolcs     |
| A temetetlen halott                         | Mészáros Márta     |
| Világszám                                   | Koltai Róbert      |

### Észak-amerikai, országos bemutatók
január – december

| Magyar cím                                      | Eredeti cím                                     | Rendező                        | Stúdió / Forgalmazó | [ 7 ] |
| ----------------------------------------------- | ----------------------------------------------- | ------------------------------ | ------------------- | ----- |
| Az 50 első randi                                | 50 First Dates                                  | Peter Segal                    | Sony / Columbia     |       |
| 80 nap alatt a Föld körül                       | Around the World in 80 Days                     | Frank Coraci                   | Buena Vista         |       |
| Add a lóvét, öreganyám!                         | Lady Killers                                    | Gary Preisler                  | P & A Releasing     |       |
| Alamo – A 13 napos ostrom                       | The Alamo                                       | John Lee Hancock               | Buena Vista         |       |
| Alfie                                           | Alfie                                           | Charles Shyer                  | Paramount Pictures  |       |
| Alien vs. Predator – A Halál a Ragadozó ellen   | Alien Vs. Predator                              | Paul W. S. Anderson            | 20th Century Fox    |       |
| Amerikai taxi                                   | Taxi                                            | Tim Story                      | 20th Century Fox    |       |
| Amerika kommandó: Világrendőrség                | Team America: World Police                      | Trey Parker                    | Paramount Pictures  |       |
| Anakonda 2. – A véres orchidea                  | Anacondas: The Hunt for the Blood Orchid        | Dwight H. Little               | Sony / Screen Gems  |       |
| Apa lettem, kisapám!                            | My Baby's Daddy                                 | Cheryl Dunye                   | Miramax Films       |       |
| Apja lánya                                      | Jersey Girl                                     | Kevin Smith                    | Miramax Films       |       |
| Artúr király                                    | King Arthur                                     | Antoine Fuqua                  | Buena Vista         |       |
| Átok                                            | The Grudge                                      | Takashi Shimizu                | Sony / Columbia     |       |
| Aviátor                                         | The Aviator                                     | Martin Scorsese                | Miramax Films       |       |
| Bajos csajok                                    | Mean Girls                                      | Mark Waters                    | Paramount Pictures  |       |
|                                                 | Benji: Off the Leash!                           | Joe Camp                       | Mulberry Square     |       |
| Betörő az albérlőm                              | The Ladykillers                                 | Ethan és Joel Coen             | Buena Vista         |       |
| Birkanyírás 2.                                  | Barbershop 2: Back in Business                  | Kevin Rodney Sullivan          | Metro-Goldwyn-Mayer |       |
| Bobby Jones: Egy legenda születése              | Bobby Jones: Stroke of Genius                   | Rowdy Herrington               | Film Foundry        |       |
| A Bourne-csapda                                 | The Bourne Supremacy                            | Paul Greengrass                | Universal Pictures  |       |
| Bridget Jones: Mindjárt megőrülök!              | Bridget Jones: The Edge of Reason               | Beeban Kidron                  | Universal Pictures  |       |
| Cápamese                                        | Shark Tale                                      | Bibo Bergeron és Vicky Jenson  | DreamWorks Pictures |       |
| Chucky ivadéka                                  | Seed of Chucky                                  | Don Mancini                    | Rogue Pictures      |       |
| Collateral – A halál záloga                     | Collateral                                      | Michael Mann                   | DreamWorks Pictures |       |
|                                                 | The Cookout                                     | Lance Rivera                   | Lionsgate Films     |       |
| Csoda a jégen                                   | Miracle                                         | Gavin O’Connor                 | Buena Vista         |       |
| Dagi Albert                                     | Fat Albert                                      | Joel Zwick                     | 20th Century Fox    |       |
| Darkness – A rettegés háza                      | Darkness                                        | Jaume Balagueró                | Dimension Films     |       |
| Defektes derbi                                  | Johnson Family Vacation                         | Christopher Erskin             | Fox Searchlight     |       |
| Derült égből Polly                              | Along Came Polly                                | John Hamburg                   | Universal Pictures  |       |
| Dirty Dancing 2.                                | Dirty Dancing: Havana Nights                    | Guy Ferland                    | Lionsgate Films     |       |
| Édes vízi élet                                  | The Life Aquatic with Steve Zissou              | Wes Anderson                   | Buena Vista         |       |
| Egy hisztérika feljegyzései                     | Confessions of a Teenage Drama Queen            | Sara Sugarman                  | Buena Vista         |       |
| Egy makulátlan elme örök ragyogása              | Eternal Sunshine of the Spotless Mind           | Michel Gondry                  | Focus Features      |       |
| Elvarázsolt Ella                                | Ella Enchanted                                  | Tommy O'Haver                  | Miramax Films       |       |
| Életeken át                                     | Taking Lives                                    | D. J. Caruso                   | Warner Bros.        |       |
| Az elnök emberére talál                         | Welcome to Mooseport                            | Donald Petrie                  | 20th Century Fox    |       |
| Emelt fővel                                     | Walking Tall                                    | Kevin Bray                     | Metro-Goldwyn-Mayer |       |
| Én, Pán Péter                                   | Finding Neverland                               | Marc Forster                   | Miramax Films       |       |
| Én, a robot                                     | I, Robot                                        | Alex Proyas                    | 20th Century Fox    |       |
| Én és a hercegem                                | The Prince and Me                               | Martha Coolidge                | Paramount Pictures  |       |
| Eurotúra                                        | Eurotrip                                        | Jeff Schaffer                  | DreamWorks Pictures |       |
| Fahrenheit 9/11                                 | Fahrenheit 9/11                                 | Michael Moore                  | Lionsgate Films     |       |
| A falu                                          | The Village                                     | M. Night Shyamalan             | Buena Vista         |       |
| Fejjel a bajnak                                 | First Daughter                                  | Forest Whitaker                | 20th Century Fox    |       |
| Feketék fehéren                                 | White Chicks                                    | Keenen Ivory Wayans            | Sony / Columbia     |       |
| Felejtés                                        | The Forgotten                                   | Joseph Ruben                   | Sony (Revolution)   |       |
| Flúgos járat                                    | Soul Plane                                      | Jessy Terrero                  | Metro-Goldwyn-Mayer |       |
| A Főnix útja                                    | Flight of the Phoenix                           | John Moore                     | 20th Century Fox    |       |
| Függőség                                        | Twisted                                         | Philip Kaufman                 | Paramount Pictures  |       |
| Fűrész                                          | Saw                                             | James Wan                      | Lionsgate Films     |       |
| Garfield                                        | Garfield: The Movie                             | Peter Hewitt                   | 20th Century Fox    |       |
| Godsend – A teremtés klinikája                  | Godsend                                         | Nick Hamm                      | Lionsgate Films     |       |
| Halálbiztos vizsga                              | The Perfect Score                               | Brian Robbins                  | Paramount Pictures  |       |
| Haláli hullák hajnala                           | Shaun of the Dead                               | Edgar Wright                   | Rogue Pictures      |       |
| Harry Potter és az azkabani fogoly              | Harry Potter and the Prisoner of Azkaban        | Alfonso Cuarón                 | Warner Bros.        |       |
| A Hihetetlen család                             | The Incredibles                                 | Brad Bird                      | Buena Vista         |       |
| A híres Ron Burgundy legendája                  | Anchorman: The Legend of Ron Burgundy           | Adam McKay                     | DreamWorks Pictures |       |
| Hirtelen 30                                     | 13 Going on 30                                  | Gary Winick                    | Sony (Revolution)   |       |
| Hiúság vására                                   | Vanity Fair                                     | Mira Nair                      | Focus Features      |       |
| Holnapután                                      | The Day After Tomorrow                          | Roland Emmerich                | 20th Century Fox    |       |
| Holtak hajnala                                  | Dawn of the Dead                                | Zack Snyder                    | Universal Pictures  |       |
| Hotel Ruanda                                    | Hotel Rwanda                                    | Terry George                   | United Artists      |       |
| Hölgyválasz                                     | Shall We Dance                                  | Peter Chelsom                  | Miramax Films       |       |
| Hős                                             | Ying xiong                                      | Csang Ji-mou                   | Miramax Films       |       |
| Irigy kutya                                     | Envy                                            | Barry Levinson                 | DreamWorks Pictures |       |
| Jó társaság                                     | In Good Company                                 | Paul Weitz                     | Universal Pictures  |       |
| Kalandférgek                                    | Harold and Kumar Go to White Castle             | Danny Leiner                   | New Line Cinema     |       |
| Kapd el a kölyköt!                              | Catch That Kid                                  | Bart Freundlich                | 20th Century Fox    |       |
| A Kaptár 2. – Apokalipszis                      | Resident Evil: Apocalypse                       | Alexander Witt                 | Sony / Screen Gems  |       |
| Kelekótya karácsony                             | Christmas with the Kranks                       | Oliver Stone                   | Warner Bros.        |       |
| Kerülőutak                                      | Sideways                                        | Alexander Payne                | Fox Searchlight     |       |
| Két testvér                                     | Deux frères                                     | Jean-Jacques Annaud            | Universal Pictures  |       |
| Kidobós: Sok flúg disznót győz                  | DodgeBall: A True Underdog Story                | Rawson Marshall Thurber        | 20th Century Fox    |       |
| Kill Bill 2.                                    | Kill Bill Vol. 2                                | Quentin Tarantino              | Miramax Films       |       |
| Kisanyám, avagy mostantól minden más            | Raising Helen                                   | Garry Marshall                 | Buena Vista         |       |
| Közelebb                                        | Closer                                          | Mike Nichols                   | Sony / Columbia     |       |
| A legelő hősei                                  | Home on the Range                               | Will Finn és John Sanford      | Buena Vista         |       |
| A balszerencse áradása                          | Lemony Snicket's A Series of Unfortunate Events | Brad Silberling                | Paramount Pictures  |       |
| Los Angeles-i tündérmese                        | A Cinderella Story                              | Mark Rosman                    | Warner Bros.        |       |
| A Macskanő                                      | Catwoman                                        | Pitof                          | Warner Bros.        |       |
| Magánürügy                                      | Little Black Book                               | Nick Hurran                    | Sony (Revolution)   |       |
| A mandzsúriai jelölt                            | The Manchurian Candidate                        | Jonathan Demme                 | Paramount Pictures  |       |
| Már megint bérgyilkos a szomszédom              | The Whole Ten Yards                             | Howard Deutch                  | Warner Bros.        |       |
| A megtorló                                      | The Punisher                                    | Jonathan Hensleigh             | Lionsgate Films     |       |
| Millió dolláros bébi                            | Million Dollar Baby                             | Clint Eastwood                 | Warner Bros.        |       |
| Minizsenik 2.                                   | Superbabies: Baby Geniuses 2                    | Bob Clark                      | Triumph Films       |       |
| Mobil                                           | Cellular                                        | David R. Ellis                 | New Line Cinema     |       |
| Mr. 3000                                        | Mr. 3000                                        | Charles Stone III              | Buena Vista         |       |
| Multik haza!                                    | I Heart Huckabees                               | David O. Russell               | Fox Searchlight     |       |
| Nagy Sándor, a hódító                           | Alexander                                       | Joe Roth                       | Sony (Revolution)   |       |
| A nagy zsozsó                                   | The Big Bounce                                  | George Armitage                | Warner Bros.        |       |
| A nemzet aranya                                 | National Treasure                               | Jon Turteltaub                 | Buena Vista         |       |
| Neveletlen hercegnő 2. – Eljegyzés a kastélyban | The Princess Diaries 2: Royal Engagement        | Garry Marshall                 | Buena Vista         |       |
| Drogkirály                                      | Never Die Alone                                 | Ernest R. Dickerson            | Fox Searchlight     |       |
| Nevetséges Napóleon                             | Napoleon Dynamite                               | Jared Hess                     | Fox Searchlight     |       |
| New York-i bújócska                             | New York Minute                                 | Dennie Gordon                  | Warner Bros.        |       |
| Nők transzban                                   | Connie and Carla                                | Michael Lembeck                | Universal Pictures  |       |
| Nyerj egy randit Tad Hamiltonnal!               | Win a Date with Tad Hamilton!                   | Robert Luketic                 | DreamWorks Pictures |       |
| Nyílt tengeren                                  | Open Water                                      | Chris Kentis                   | Lionsgate Films     |       |
| Ocean’s Twelve – Eggyel nő a tét                | Ocean's Twelve                                  | Steven Soderbergh              | Warner Bros.        |       |
| Az operaház fantomja                            | The Phantom of the Opera                        | Joel Schumacher                | Warner Bros.        |       |
| Ottalvós buli                                   | Sleepover                                       | Joe Nussbaum                   | Metro-Goldwyn-Mayer |       |
| ÖcsiKém 2. – A londoni küldetés                 | Agent Cody Banks 2: Destination London          | Kevin Allen                    | Metro-Goldwyn-Mayer |       |
| Az ördögűző: A kezdet                           | Exorcist: The Beginning                         | Renny Harlin                   | Warner Bros.        |       |
| Paparazzi                                       | Paparazzi                                       | Paul Abascal                   | 20th Century Fox    |       |
| A passió                                        | The Passion of the Christ                       | Mel Gibson                     | Newmarket Films     |       |
| Penge: Szentháromság                            | Blade: Trinity                                  | David S. Goyer                 | New Line Cinema     |       |
| Péntek esti fények                              | Friday Night Lights                             | Peter Berg                     | Universal Pictures  |       |
| Pillangó-hatás                                  | The Butterfly Effect                            | Eric Bress és J. Mackye Gruber | New Line Cinema     |       |
| Pókember 2.                                     | Spider-Man 2                                    | Sam Raimi                      | Sony / Columbia     |       |
| Pokolfajzat                                     | Hellboy                                         | Guillermo del Toro             | Sony (Revolution)   |       |
| Polar Expressz                                  | The Polar Express                               | Robert Zemeckis                | Warner Bros.        |       |
| Ray                                             | Ray                                             | Taylor Hackford                | Universal Pictures  |       |
| A régi környék                                  | Garden State                                    | Zach Braff                     | Fox Searchlight     |       |
| A repülő tőrök klánja                           | Shi mian mai fu                                 | Yimou Zhang                    | Sony Classics       |       |
| Sarokba szorítva                                | Against the Ropes                               | Charles S. Dutton              | Paramount Pictures  |       |
| Scooby-Doo 2. – Szörnyek póráz nélkül           | Scooby-Doo 2: Monsters Unleashed                | Raja Gosnell                   | Warner Bros.        |       |
| Shrek 2.                                        | Shrek 2                                         | Andrew Adamson és Kelly Asbury | DreamWorks Pictures |       |
| Sky kapitány és a holnap világa                 | Sky Captain and the World of Tomorrow           | Kerry Conran                   | Paramount Pictures  |       |
| Sodró lendület                                  | Without a Paddle                                | Steven Brill                   | Paramount Pictures  |       |
| A sötétség krónikája                            | The Chronicles of Riddick                       | David Twohy                    | Universal Pictures  |       |
| Spangol – Magamat sem értem!                    | Spanglish                                       | James L. Brooks                | Sony / Columbia     |       |
| A spártai                                       | Spartan                                         | David Mamet                    | Warner Bros.        |       |
| Spongyabob – A mozifilm                         | The SpongeBob SquarePants Movie                 | Stephen Hillenburg             | Paramount Pictures  |       |
| Starsky és Hutch                                | Starsky & Hutch                                 | Todd Phillips                  | Warner Bros.        |       |
| A stepfordi feleségek                           | The Stepford Wives                              | Frank Oz                       | Paramount Pictures  |       |
| Stréber                                         | Teacher's Pet                                   | Timothy Björklund              | Buena Vista         |       |
| Sületlen paradicsom                             | Club Dread                                      | Jay Chandrasekhar              | Fox Searchlight     |       |
| Szabadság, szerelem                             | Chasing Liberty                                 | Andy Cadiff                    | Warner Bros.        |       |
| Szakítani tudni kell                            | Breakin' All the Rules                          | Daniel Taplitz                 | Sony / Screen Gems  |       |
| Szerelmünk lapjai                               | The Notebook                                    | Nick Cassavetes                | New Line Cinema     |       |
| Sztár születik                                  | Raise Your Voice                                | Sean McNamara                  | New Line Cinema     |       |
| Terminál                                        | The Terminal                                    | Steven Spielberg               | DreamWorks Pictures |       |
| A titkos ablak                                  | Secret Window                                   | David Koepp                    | Sony / Columbia     |       |
| Trója                                           | Troy                                            | Wolfgang Petersen              | Warner Bros.        |       |
| Túlélni a karácsonyt                            | Surviving Christmas                             | Mike Mitchell                  | DreamWorks Pictures |       |
| A tűzben edzett férfi                           | Man on Fire                                     | Tony Scott                     | 20th Century Fox    |       |
| A tűzből nincs kiút                             | Ladder 49                                       | Jay Russell                    | Buena Vista         |       |
| Hidalgo – A tűz óceánja                         | Hidalgo                                         | Joe Johnston                   | Buena Vista         |       |
| Utcai tánc                                      | You Got Served                                  | Chris Stokes                   | Sony / Screen Gems  |       |
| Az utolsó gyémántrablás                         | After the Sunset                                | Brett Ratner                   | New Line Cinema     |       |
| Válótársak                                      | Laws of Attraction                              | Peter Howitt                   | New Line Cinema     |       |
| Van Helsing                                     | Van Helsing                                     | Stephen Sommers                | Universal Pictures  |       |
| Vas                                             | Torque                                          | Joseph Kahn                    | Warner Bros.        |       |
| Vejedre ütök                                    | Meet the Fockers                                | Jay Roach                      | Universal Pictures  |       |
| Viharmadarak                                    | Thunderbirds                                    | Jonathan Frakes                | Universal Pictures  |       |
| Wicker Park                                     | Wicker Park                                     | Paul McGuigan                  | Metro-Goldwyn-Mayer |       |
| Wimbledon – Szerva itt, szerelem ott            | Wimbledon                                       | Richard Loncraine              | Universal Pictures  |       |
| Yu-Gi-Oh! – A mozifilm                          | Yûgiô Duel Monsters: Hikari no pyramid          | Hatsuki Tsuji                  | Warner Bros.        |       |
| Zéró gyanúsított                                | Suspect Zero                                    | E. Elias Merhige               | Paramount Pictures  |       |

### További bemutatók
| Magyar cím                              | Eredeti cím                         | Rendező                                                | [ 7 ] |
| --------------------------------------- | ----------------------------------- | ------------------------------------------------------ | ----- |
| 36                                      | 36 Quai des Orfèvres                | Olivier Marchal                                        |       |
| Arahan                                  | Arahan                              |                                                        |       |
| Átmulatott éjszaka                      | Hip Hip Hora!                       | Teresa Fabik                                           |       |
| Bobby Long                              | A Love Song for Bobby Long          | Shainee Gabel                                          |       |
| A bukás – Hitler utolsó napjai          | Der Untergang                       | Oliver Hirschbiegel                                    |       |
| Calcium kölyök                          | The Calcium Kid                     | Alex De Rakoff                                         |       |
| Daniel és a szuperkutyák                | Daniel and the Superdogs            | André Mélançon                                         |       |
| Fallal szemben                          | Gegen die Wand                      | Fatih Akın                                             |       |
| Gézhelyzet, avagy kórház a káosz szélén | Intern Academy                      | Dave Thomas                                            |       |
| G.O.R.A. – Támadás egy idegen bolygóról | G.O.R.A.                            | Ömer Faruk Sorak                                       |       |
| A halál nyomában                        | Wake of Death                       | Philippe Martinez                                      |       |
| Hétköznapi mennyország                  | Så som i himmelen                   | Kay Pollak                                             |       |
| Kémek krémje                            | Double Zéro                         | Gérard Pirès                                           |       |
| Laura csillaga                          | Lauras Stern                        | Piet De Rycker és Thilo Rothkirch                      |       |
| Menedék                                 | Haven                               | Frank E. Flowers                                       |       |
| Napola – A Führer elit csapata          | NaPolA                              | Dennis Gansel                                          |       |
| Peter Sellers élete és halála           | The Life and Death of Peter Sellers | Stephen Hopkins                                        |       |
| Rejtett penge                           | Kakusi Ken: Oni no Cume             | Jamada Jódzsi                                          |       |
| Super Size Me                           | Super Size Me                       | Morgan Spurlock                                        |       |
| A tea íze                               | Cha no aji                          | Katsuhito Ishii                                        |       |
| Terhelt Terkel                          | Terkel i knibe                      | Kresten Vestbjerg Andersen és Thorbjørn Christoffersen |       |
| Utál a csaj                             | She Hate Me                         | Spike Lee                                              |       |
| A vándorló palota                       | Hauru no ugoku shiro                | Mijazaki Hajao                                         |       |
| Vágott verzió                           | The Final Cut                       | Omar Naim                                              |       |
| Zsinóron                                | Strings                             | Anders Rønnow Klarlund                                 |       |

## Díjak, fesztiválok
- 76. Oscar-gála
  - legjobb film: A gyűrűk ura: A király visszatér
  - legjobb színész: Sean Penn – Titokzatos folyó
  - legjobb színésznő: Charlize Theron – A rém
- 29. César-díjátadó (február 21.)
  - Film: Barbárok a kapuk előtt, rendezte Denys Arcand
  - Rendező: Denys Arcand, Barbárok a kapuk előtt
  - Férfi főszereplő: Omar Sharif, Monsieur Ibrahim és a Korán virágai
  - Női főszereplő: Sylvie Testud, Tokiói tortúra
  - Külföldi film: Titokzatos folyó, rendezte Clint Eastwood
  - EU film: Good bye, Lenin!, rendezte Wolfgang Becker
- Golden Globe-díj:
  - Dráma:
  - legjobb film: A gyűrűk ura: A király visszatér
  - legjobb színész: Sean Penn – Titokzatos folyó
  - legjobb színésznő: Charlize Theron – A rém
  - Musical vagy vígjáték:
  - legjobb film: Elveszett jelentés
  - legjobb színész: Bill Murray – Elveszett jelentés
  - legjobb színésznő: Diane Keaton – Minden végzet nehéz
- BAFTA-díj:
  - legjobb film: A gyűrűk ura: A király visszatér
  - legjobb színész: Bill Murray – Elveszett jelentés
  - legjobb színésznő: Scarlett Johansson – Elveszett jelentés
- 2004-es Magyar Filmszemle
- 57. cannes-i fesztivál
- 54. Berlini Nemzetközi Filmfesztivál
- 61. Velencei Nemzetközi Filmfesztivál

## Halálozások

### Január – április
| Hónap   | Nap | Név                  | Élt | Szakma            |
| Január  | 2.  | Etta Moten Barnett   | 102 | színésznő         |
| Január  | 7.  | Ingrid Thulin        | 77  | színésznő         |
| Január  | 14. | Uta Hagen            | 84  | színésznő         |
| Január  | 14. | Ron O'Neal           | 66  | színész           |
| Január  | 17. | Ray Stark            | 88  | producer          |
| Január  | 22. | Ann Miller           | 80  | színésznő, táncos |
| Január  | 31. | Suraiya              | 75  | színésznő, énekes |
| Február | 15. | Jan Miner            | 86  | színésznő         |
| Február | 23. | Vijay Anand          | 70  | rendező           |
| Március | 2.  | Mercedes McCambridge | 85  | színésznő         |
| Március | 3.  | Cecily Adams         | 39  | színésznő         |
| Március | 6.  | Frances Dee          | 96  | színésznő         |
| Március | 7.  | Paul Winfield        | 63  | színész           |
| Március | 9.  | Robert Pastorelli    | 49  | színész           |
| Március | 18. | Guillermo Rivas      | 72  | színész           |
| Március | 26. | Jan Sterling         | 82  | színésznő         |
| Március | 28. | Peter Ustinov        | 82  | színész           |
| Április | 1.  | Carrie Snodgress     | 57  | színésznő         |
| Április | 1.  | Reisenbüchler Sándor | 69  | rendező           |
| Április | 5.  | Austin Willis        | 86  | színész           |
| Április | 17. | Soundarya            | 32  | színésznő         |
| Április | 25. | Feridun Karakaya     | 76  | színész           |

### Május – június
| Hónap  | Nap | Név                | Élt | Szakma                  |
| Május  | 3.  | Anthony Ainley     | 71  | színész                 |
| Május  | 9.  | Alan King          | 76  | színész                 |
| Május  | 14. | Anna Lee           | 91  | színésznő               |
| Május  | 16. | Rökk Marika        | 90  | színésznő               |
| Május  | 17. | Tony Randall       | 84  | színész                 |
| Május  | 19. | Mary Dresselhuys   | 97  | színésznő               |
| Június | 4.  | Nino Manfredi      | 83  | színész                 |
| Június | 5.  | Ronald Reagan      | 93  | színész                 |
| Június | 6.  | Necdet Mahfi Ayral | 96  | színész                 |
| Június | 6.  | Robert Lees        | 91  | forgatókönyvíró         |
| Június | 7.  | Donald Trumbull    | 95  | special effekt producer |
| Június | 14. | Max Rosenberg      | 89  | producer                |
| Június | 26. | Yash Johar         | 75  | producer                |
| Június | 28. | Horvai István      | 81  | rendező                 |

### Július
| Hónap  | Nap | Név                     | Élt | Szakma     |
| Július | 1.  | Marlon Brando           | 80  | színész    |
| Július | 3.  | John Barron             | 83  | színész    |
| Július | 4.  | Nino Manfredi           | 83  | színész    |
| Július | 6.  | Eric Douglas            | 46  | színész    |
| Július | 8.  | Jean Lefebvre           | 84  | színész    |
| Július | 9.  | Isabel Sanford          | 86  | színésznő  |
| Július | 11. | Dorothy Hart            | 82  | színésznő  |
| Július | 17. | Pat Roach               | 67  | színész    |
| Július | 19. | Irvin "Shorty" Yeaworth | 78  | rendező    |
| Július | 19. | Fonyó József            | 70  | színész    |
| Július | 21. | Jerry Goldsmith         | 75  | zeneszerző |
| Július | 23. | Mehmood                 | 72  | színész    |
| Július | 23. | Serge Reggiani          | 82  | színész    |
| Július | 28. | Sam Edwards             | 89  | színész    |
| Július | 28. | Eugene Roche            | 75  | színész    |
| Július | 30. | Andre Noble             | 25  | színész    |
| Július | 31. | Laura Betti             | 77  | színésznő  |
| Július | 31. | Virginia Grey           | 87  | színésznő  |

### Augusztus – szeptember
| Hónap      | Nap | Név                  | Élt | Szakma                    |
| Augusztus  | 3.  | Margo McLennan       | 66  | színésznő                 |
| Augusztus  | 8.  | Dimitris Papamichael | 70  | színész                   |
| Augusztus  | 8.  | Fay Wray             | 96  | színésznő                 |
| Augusztus  | 9.  | David Raksin         | 92  | zeneszerző                |
| Augusztus  | 15. | Neal Fredericks      | 35  | operatőr                  |
| Augusztus  | 18. | Elmer Bernstein      | 82  | zeneszerző                |
| Augusztus  | 20. | Maria Antonieta Pons | 82  | színésznő                 |
| Augusztus  | 21. | Böszörményi Géza     | 80  | rendező                   |
| Augusztus  | 22. | Daniel Petrie        | 83  | rendező                   |
| Augusztus  | 22. | George Kirgo         | 78  | forgatókönyvíró           |
| Augusztus  | 26. | Laura Branigan       | 52  | zeneszerző                |
| Augusztus  | 27. | Suzanne Kaaren       | 92  | színésznő                 |
| Augusztus  | 27. | William Pierson      | 78  | színész                   |
| Augusztus  | 27. | Majláth Mária        | 87  | színésznő                 |
| Szeptember | 5.  | Fritha Goodey        | 31  | színésznő                 |
| Szeptember | 6.  | Elly Annie Schneider | 90  | színésznő                 |
| Szeptember | 6.  | Szerencsi Éva        | 52  | színésznő                 |
| Szeptember | 8.  | Frank Thomas         | 91  | animátor                  |
| Szeptember | 14. | Ove Sprogøe          | 84  | színész                   |
| Szeptember | 18. | Russ Meyer           | 82  | rendező                   |
| Szeptember | 24. | Tim Choate           | 49  | színész                   |
| Szeptember | 25. | Marvin Davis         | 79  | studió executive producer |
| Szeptember | 26. | Kabos László         | 80  | színész                   |
| Szeptember | 30. | Ignatius Wolfington  | 84  | színész                   |
| Szeptember | 30. | Gamini Fonseka       | 68  | színész                   |

### Október – december
| Hónap    | Nap | Név                 | Élt | Szakma    |
| Október  | 3.  | Janet Leigh         | 77  | színésznő |
| Október  | 5.  | Rodney Dangerfield  | 82  | színész   |
| Október  | 10. | Christopher Reeve   | 52  | színész   |
| Október  | 11. | Gulshan Rai         | 80  | producer  |
| Október  | 17. | Julius Harris       | 81  | színész   |
| November | 26. | Philippe de Broca   | 71  | rendező   |
| November | 28. | Bubik István        | 46  | színész   |
| November | 29. | John Drew Barrymore | 72  | színész   |
| December | 3.  | Maria Perschy       | 66  | színésznő |
| December | 19. | Zsolnai Hédi        | 80  | színésznő |
| December | 22. | Lucile Layton       | 101 | színésznő |
| December | 27. | Bessenyei Ferenc    | 85  | színész   |
| December | 28. | Jerry Orbach        | 69  | színész   |